# ميندارو
بلدية ميندارو (بالإسبانية: Mendaro) هي بلدية تقع في مقاطعة غيبوثكوا التابعة لمنطقة إقليم الباسك شمال إسبانيا.

## الديموغرافيا
بلغ عدد سكان بلدية ميندارو 1.929 نسمة عام 2011 (وفقاً للمعهد الوطني للإحصاء الإسباني).
| 1.308 | 1.343 | 1.446 | 1.679 | 1.720 | 1.907 | 1.929 |

## أعلام
- إبان زوبياوري